# تزیو
تزیو (به فرانسوی: Thézillieu) یک کمون در فرانسه است که در Canton of Hauteville-Lompnes واقع شده‌است.

## خصوصیات
تزیو ۲۶٫۲۵ کیلومترمربع مساحت و ۳۱۳ نفر جمعیت دارد و ۸۶۰ متر بالاتر از سطح دریا واقع شده‌است.